# Felis silvestris caudata
Felis silvestris caudata es una subespecie de  mamíferos carnívoros  de la |familia]] Felidae ase muchísimos más años

## Distribución geográfica
Se encuentra en el Turquestán.